# Patrick Wahl
Patrick Wahl, född 1967 är en galopptränare på Täby Galopp sedan 1998, då han startade egen verksamhet.

## Vinster
- Dianalöpning 2008 – Gimme Gimme
- Breeder's Trophy Stayer 2005 – Tam O'Rito
- Sofierolöpning 2005 – Be Alert
- Oaks Trial 2005 – Quinzi Bloom
- Diana Trial 2005 – Memory
- Jockeyklubben Jubileumslöpning consolation – Tromb
- Auktionslöpning 2004 – Tam O'Rito
- Amacitalöpning 2003 – Green Rocket

Wahls största framgång som tränare hittills är segern i 2008 års Dianalöpning där Gimme Gimme vann med danske jockeyn Kim Andersen i sadeln. Sedan tidigare har Wahl tagit två andraplatser i Danskt Derby 2005 med Le Chef och Svenskt St Leger 2005 med Tam O'Rito.